# WhoSampled
WhoSampled es un sitio web y base de datos acerca de covers, samples y remixes de canciones. La compañía fue fundada en la ciudad británica de Londres. La base de datos está organizada por artistas y sus catálogos musicales, donde incluyen algunas muestras.